# Vincenzo Carafa

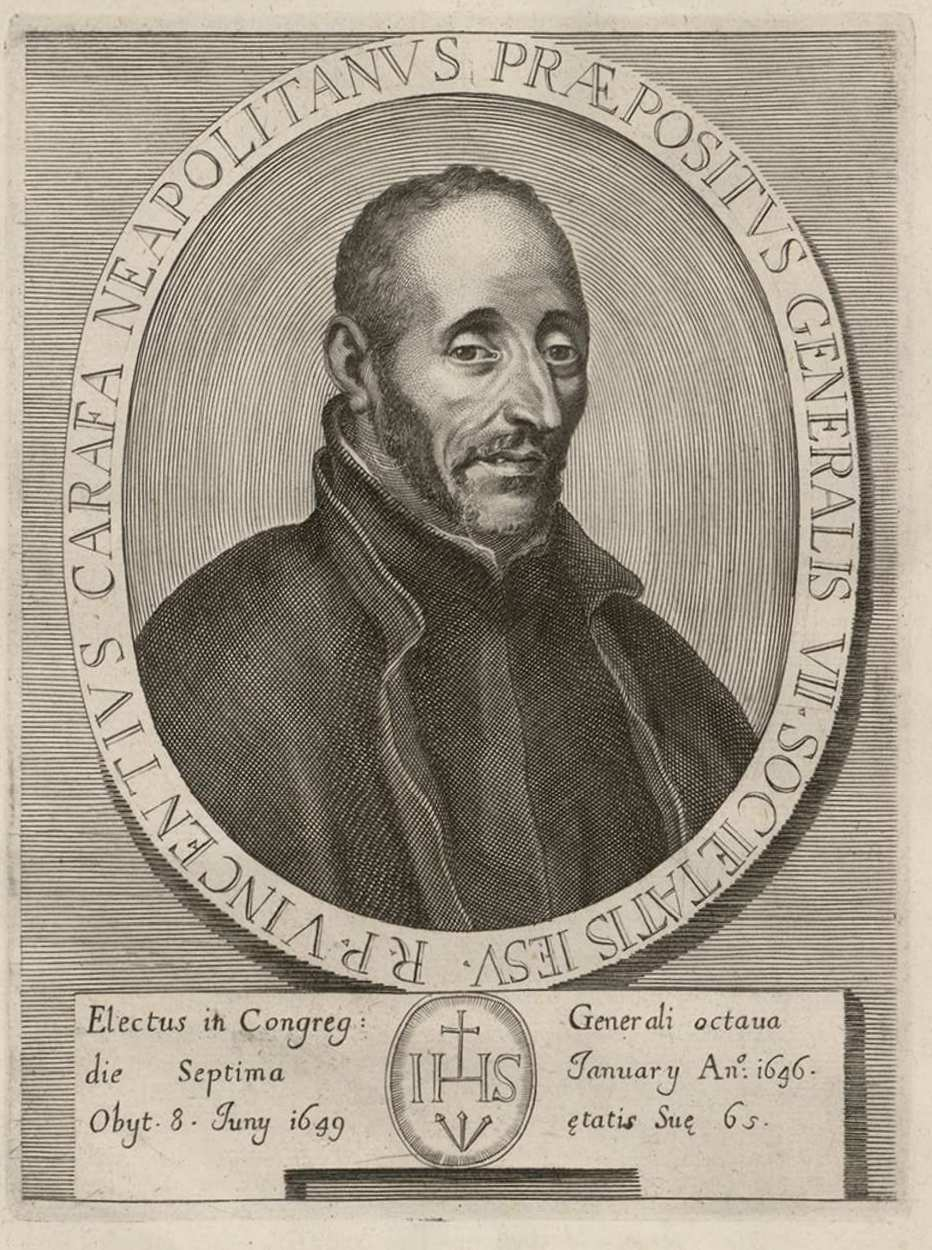
Vincenzo Carafa.

Vincenzo Carafa, född den 5 maj 1585 i Andria, död den 8 juni 1649 i Rom, var en italiensk jesuitgeneral. Han var bror till Carlo Carafa.
Carafa inträdde 1604 i jesuitorden och blev 1646 dess general. Han är känd som författare till i den romersk-katolska världen ännu mycket lästa och till flera språk översatta uppbyggelseskrifter.